# 쇼트 댄스
쇼트 댄스는 아이스 댄싱 대회의 첫 번째 세그먼트이다.
2010년 6월에 국제 빙상 연맹 의회에서 승인되어 2010-11 피겨 스케이팅 시즌에서 도입되었다. 컴펄서리 댄스와 오리지널 댄스를 병합한다.

## 개요

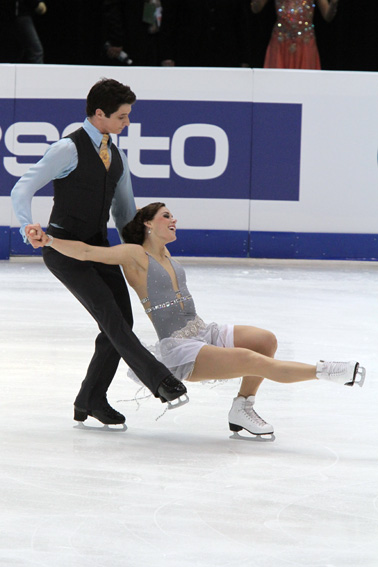

쇼트 댄스는 컴펄서리 댄스(패턴 댄스가 판결 동시에 이름을 변경)의 설정 패턴을 병합하고, 오리지널 댄스의 이전 규칙 세트 리듬이 필요하지만 필수 요소의 제약 내에서 안무 자유를 허용한다. 2가지 스케이팅 패턴 뿐만아니라, 댄서는 스텝 시퀀스, 트위즐의 세트 및 리프트를 포함해야 한다.
이러한 변경 사항으로, 아이스 댄싱은 대회당 2개의 세그먼트로 단축되었다. 이것은 쇼트 프로그램, 싱글 스케이팅과 페어 스케이팅의 프리 스케이팅 세그먼트를 반영했다.
컴펄서리 댄스에 대한 한정된 관객의 관심은 아이스 댄싱 대회가 다른 3개의 스케이팅 분야처럼, 2개의 세그먼트로 구성할 수 있도록 컴펄서리를 폐지하기 위해 국제 올림픽 위원회의 압박을 초래했다. 그러나, 아이스 댄싱 공동체는 본질적인 기술 기준과 비교한 포인트로 보고 폐지에 결사 반대해서 쇼트 댄스는 타협으로 만들었다.

## 참조
- 국제 스케이트 연맹[깨진 링크(과거 내용 찾기)]